# Classe Lord Nelson
A Classe Lord Nelson foi uma classe de couraçados pré-dreadnought operada pela Marinha Real Britânica, composta pelo HMS Lord Nelson e HMS Agamemnon. Suas construções começaram em 1905, foram lançados ao mar em 1906 e comissionados na frota britânica em 1908. O projeto dos navios foi desenvolvido para carregar uma bateria secundária mais poderosa do que aquela vista em navios anteriores, principalmente por estudos que mostraram que armas menores tinham perdido a eficácia pelo aumento das distâncias de batalha. Isto forçou um aumento no deslocamento, que precisou ser controlado a fim de permitir que as embarcações pudessem usar diferentes estaleiros.
Os couraçados da Classe Lord Nelson eram armados com uma bateria principal composta por quatro canhões de 305 milímetros montados em duas torres de artilharia duplas. Tinham um comprimento de fora a fora de 125 metros, boca de 24 metros, calado de nove metros e um deslocamento carregado de mais de dezoito mil toneladas. Seus sistemas de propulsão eram compostos por quinze caldeiras a carvão que alimentavam dois motores de tripla-expansão, que por sua vez giravam duas hélices até uma velocidade máxima de dezoito nós (33 quilômetros por hora). Os navios também tinham um cinturão principal de blindagem que ficava entre 203 e 305 milímetros de espessura.
Os navios tiveram inícios de carreiras tranquilas e sem incidentes. A Primeira Guerra Mundial começou em 1914 e eles primeiro escoltaram a Força Expedicionária Britânica até a França. Foram no ano seguinte enviados para o Mar Mediterrâneo a fim participar da Campanha de Galípoli, permanecendo na região após o fim desta com o objetivo de impedir que o cruzador de batalha otomano Yavuz Sultan Selim deixasse Dardanelos. Voltaram para casa em 1919 depois do fim da guerra e colocados na reserva. O Lord Nelson foi desmontado no ano seguinte, já o Agamemnon foi convertido em um alvo de tiro controlado por rádio, servindo nesta função até ser desmontado em 1927.